# María Teresa Boulton
María Teresa Boulton Figueira de Mello (Caracas, 21 de octubre de 1938 ) es una fotógrafa, investigadora de fotografía y escritora venezolana, perteneciente a la Familia Boulton, con una especialización  en arte y fotografía en la Universidad Estatal de Nueva York (SUNY).

## Biografía
Es hija del venezolano Andrés Guillermo Boulton Pietri (1912-1998) y la brasilera María Thereza Figueira de Mello (1913-1997), quien en 1967; se casó con Nicolás de Rumania.  
En 1957, se casó con el arquitecto ecuatoriano Yves Denis Zaldumbide, con quien tiene cuatro hijos: Yves Roland, nacido el 27 de enero de 1958; Gonzalo Andrés, nacido el 23 de diciembre de 1960; Francisco Guillermo, nacido el 24 de abril de 1962 y Javier Eduardo, nacido el 18 de junio de 1969. Su hijo mayor, Roland Denis fue nombrado viceministro de Planificación y Desarrollo entre 2002 y 2003, durante el gobierno de Hugo Chávez. 
En 1977, se inauguró La Fototeca; que fue la primera galería de arte en Caracas dedicada a la fotografía. Boulton, junto con Paolo Gasparini, se encargó de su creación y dirección.
En 1989, firmó el manifiesto de bienvenida a Fidel Castro; donde 911 intelectuales venezolanos saludaban la visita del líder cubano.
En 1994, fue directora general Sectorial de Cine, Fotografía y Video del Consejo Nacional de la Cultura (CONAC), cargo que desempeñó hasta el 2000. Durante su gestión al frente de este organismo, se creó la revista de fotografía Extra Cámara y el Centro de Fotografía CONAC.
Como crítica e investigadora de la fotografía, realizó varias publicaciones en el diario El Nacional; donde tenía una columna fija.  
Es la directora de la Fundación John Boulton, institución que busca rescatar y mantener el legado histórico venezolano; resguardan y mantienen una colección amplia de objetos que pertenecieron a Simón Bolívar.

## Obras
- Anotaciones de la fotografía contemporánea venezolana (Monte Ávila Editores, 1990)[6]
- 21 fotógrafas venezolanas (Ediciones La Laparañona, 1993).[7]
- Pensar con la fotografía (Fundación Editorial El Perro y la Rana, 2006).[6]